# Droite de charge
En électrotechnique et en électronique, la droite de charge d'un générateur linéaire est le graphe de sa caractéristique courant tension., qui doit être croisée avec la caractéristique courant tension de la charge pour déterminer un point de fonctionnement.
- Dans le cas des générateurs linéaires quelconques, la droite de charge passe par sa tension à vide et par son courant de court-circuit;
- Dans le cas d'un générateur de tension parfait, la droite de charge passe par le point de tension à vide, et conserve la même valeur de tension quel que soit le courant.
- Dans le cas d'un générateur de courant parfait, la droite de charge passe par le point de courant de court-circuit, et conserve la même valeur de courant quelle que soit la tension.